# Федерация европейских ассоциаций сёги
Федерация европейских ассоциаций сёги, ФЕСА (англ. Federation of European Shogi Associations, FESA) — некоммерческая организация, объединяющая национальные организации игроков в сёги из Европы и стран бывшего СССР.
Основана 26 августа 1985 года. Занимается ежегодным проведением Чемпионатов Европы по сёги, поддержкой системы рейтингов Эло (так называемого ФЕСА-лист), развитием и распространением сёги в Европе.

## Управление
- Президентом ФЕСА является Франк Рёвекамп, 3 дан ФЕСА и 5 дан NSR из Германии,
- секретарём — Мариуш Станашек (Польша),
- обязанности казначея исполняет Фабьен Осмон (Франция)[2].

## Рост
В 1985 году основательницами ФЕСА стали Великобритания, Нидерланды, Франция и Бельгия.
В период до 1994 года к ним присоединились Германия и Швеция.
В 2003 году в ФЕСА состояли 13 стран (добавились, в хронологическом порядке, Норвегия, Италия, Россия, Украина, Австрия, Белоруссия и Чехия), а к 2012 году число стран-участниц возросло до 19.
В 2019 году был введён новый статус «ассоциаций-наблюдателей», освобождённых от членских взносов, но имеющих ограниченные возможности влиять на принимаемые в ФЕСА решения. На 2023 год в ФЕСА состояли 20 ассоциаций сёги из разных стран: 13 полноправных и 7 наблюдателей.

## ФЕСА-лист
В ФЕСА-лист включаются все игроки, участвовавшие в официальных рейтинговых турнирах за последние 2 года. В 2022 году, в связи с негативным влиянием пандемии COVID-19 на спорт, отразившимся и в сёги на уменьшении числа турниров, для повышения мотивации игроков этот срок был увеличен до 4 лет, но с июля 2023 года уменьшен обратно до 2 лет.
Функционированием ФЕСА-листа до мая 2013 года занимался норвежец Asle Olufsen. Далее этот пост («FESA Rating Officer») перешёл к шведу Карлу Иоганну Нильссону (2 дан ФЕСА).
На 1 января 2022 года по числу игроков в ФЕСА-листе в Европе лидировали (в порядке убывания) Белоруссия, Россия, Франция, Германия и Польша (причём игроки из Белоруссии и России составляли 52% листа); вне Европы — Япония и США, и суммарно в нём были представлены сёгисты из 32 стран.

### Состав ФЕСА-листа на 1 января 2020 года
- Болгария, Грузия и все страны ФЕСА кроме Португалии и Финляндии (итого, 20 стран).

- Неевропейские: Австралия, Вьетнам, Китай, США, Тунис, Узбекистан, Чили, Южная Корея, Япония.

### Страны, которые были представлены в ФЕСА-листе в прошлом
- Европейские: Армения, Греция, Исландия, Люксембург, Хорватия, Швейцария, Эстония.

- Неевропейские: Алжир, Аргентина, Бразилия, Гана, Гамбия, Египет, Индия, Израиль, Иран, Канада, Кот-д'Ивуар, Малайзия, Мексика, Новая Зеландия, Парагвай, Республика Корея, Сальвадор, Таиланд, Турция (в основном, благодаря участию игроков из этих стран в Международных форумах сёги, турниры которых ФЕСА рейтингует, как официальные).

## Сайт
В 2000—2022 годы сайт Федерации располагался по адресу www.shogi.net/fesa/ на частном домене shogi.net, но весной 2022 года в связи с политикой переехал на новый собственный домен, fesashogi.eu.